# Świątnicki Grzbiet
Świątnicki Grzbiet – grzbiet (wzgórza, wzniesienia) położony we Wzgórzach Trzebnickich. Znajduje się na wschód od Trzebnicy i miejscowości Świątniki. Pod względem administracyjnym leży w Gminie Trzebnica oraz Gminie Zawonia. Najwyższy punkt terenu w obrębie grzbietu sięga 223,0 m n.p.m.

## Położenie
Obszar wzniesień Świątnickiego Grzbietu położony jest na wschód od północno-wschodnich krańców Paśma Farnej Góry, nazywanego także Pasmem Północnym, w obrębie Wzgórz Trzebnickich, będących mezoregionem o identyfikatorze 318.44 (według regionalizacji fizycznogeograficznej opracowanej przez Jerzego Kondrackiego), należących do Wału Trzebnickiego (makroregion o indeksie 318.4). W ramach tych Wzgórz Trzebnickich wyróżnia się także mikroregion obejmujący Świątnicki Grzbiet – Grzbiet Trzebnicki (indeks 318.444).
Pod względem podziału administracyjnego jest on położony na terenie Gminy Trzebnica oraz we wschodni fragmencie w Gminie Zawonia, w powiecie trzebnickim, województwie dolnośląskim (zobacz: podział administracyjny województwa dolnośląskiego), na terenie objętym obrębem ewidencyjnym wsi Cerekwica. Po stronie zachodniej grzbietu położona jest wieś Świątniki. Wschodni fragment wzniesień położony jest już w obrębach ewidencyjnych miejscowości Czachowo i Sędzice położonych na obszarze Gminy Zawonia.

## Charakterystyka
Najwyżej punkt terenu w obrębie grzbietu położony jest na wysokości bezwzględnej wynoszącej 223,0 m n.p.m. (223,2 m n.p.m.). Wzniesienia tu położone pokryte są użytkami rolnymi. Po stronie zachodniej grzbiet zamyka obszar wsi Świątniki, z zabudową, zadrzewieniami oraz niewielkim ciekiem będącym dopływem strugi o nazwie Sowa, a po stronie wschodniej obszar miejscowości Sędzice, również z zabudową i zadrzewieniami, pośród których przepływa struga o nazwie Mleczna.

## Nazwa
Nazwa własna – Świątnicki Grzbiet – jest nazwą niestandaryzowaną, gdyż została ustalona i ujęta w państwowym rejestrze nazw geograficznych na podstawie wywiadu terenowego. Odnosi się do ukształtowania terenu określonego jako wzgórza, wzniesienia. W rejestrze tym przypisano jej identyfikator: PRNG – 235775, identyfikator IIP – PL.PZGiK.320.NGRP.235775. Podaje on następujące współrzędne geograficzne punktu głównego przełęczy: szerokość geograficzna – 51°18'25" N, długość geograficzna – 17°06'50" E. W rejestrze tym obowiązuje od 23.04.2015 r..